# Барковский, Захар Иванович
Захар Иванович Барковский (бел. Захар Іванавіч Баркоўскі; 3 сентября 1911, д. Липлянск, Витебская губерния — 4 октября 1995) — работник советского сельского хозяйства, Герой Социалистического Труда (1971). Заслуженный агроном БССР (1966). Кандидат сельскохозяйственных наук (1972). Участник Великой Отечественной войны.

## Биография
Окончил Смоленский сельскохозяйственный техникум в 1933 году. В 1934—1939 годах — агроном совхоза «Поболово» Рогачевского района.
С июля по сентябрь 1941 г. работал на военно-полевом строительстве войск НКВД в Курской области. Затем на фронте, но попадает в окружение. Вырвавшись из вражеского кольца, он добирается домой. Работает в сельском хозяйстве, а затем уходит в партизанский отряд «Мститель», где воевал до июля 1944 г. заместителем комиссара отряда бригады К. С. Заслонова.
С 1944 года — директор сельскохозяйственной станции при Академии наук БССР, которая в 1956 году была преобразована в экспериментальную базу «Устье» Оршанского района В 1957 году окончил БСХА.
Звание Героя присвоено в 1971 году за успехи в развитии сельскохозяйственного производства.
В 1972 году защитил кандидатскую диссертацию на соискание учёной степени кандидата сельскохозяйственных наук на тему: «Приёмы создания и использования культурных пастбищ на дерново-подзолистых суглинистых почвах северо-восточной части Белоруссии»).

## Награды
Награждён орденами Ленина, Отечественной войны 2-й степени, Трудового Красного Знамени, медалями, в том числе «За отвагу».

## Память
- На фасаде административного здания экспериментальной базы «Устье» в 2011 году в честь З. И. Барковского установлена мемориальная доска[5].
- В Белорусской государственной сельскохозяйственной академии(г. Горки Могилёвской области, Республика Беларусь) на аллее Героев Советского Союза и Социалистического труда в его честь посажен каштан и установлен мемориальный знак.